# Tour de Singkarak
Il Tour de Singkarak (it. Giro di Singkarak) è una corsa a tappe maschile di ciclismo su strada che si svolge annualmente in Sumatra Occidentale, Indonesia. Creata nel 2009 come evento del calendario nazionale, nel 2010 è stata inserita nel calendario dell'UCI Asia Tour come gara di classe 2.2.

## Albo d'oro
Aggiornato all'edizione 2017.
| Anno | Vincitore         | Secondo           | Terzo             |
| ---- | ----------------- | ----------------- | ----------------- |
| 2009 | Ghader Mizbani    | Amir Zargari      | Cameron Jennings  |
| 2010 | Ghader Mizbani    | Hossein Askari    | Amir Zargari      |
| 2011 | Amir Zargari      | Rahim Ememi       | Samad Poor Seiedi |
| 2012 | Óscar Pujol       | Jai Crawford      | Feng Chun Kai     |
| 2013 | Ghader Mizbani    | Johan Coenen      | Amir Kolahdozhagh |
| 2014 | Amir Zargari      | Rahim Ememi       | Ramin Mehrabani   |
| 2015 | Arvin Moazemi     | Amir Zargari      | Hossein Askari    |
| 2016 | Amir Kolahdozhagh | Dadi Suryadi      | Ricardo García    |
| 2017 | Khalil Khorshid   | Daniel Whitehouse | Jonathan Monsalve |